# Cássio Ramos
Cássio Ramos (Veranópolis, 6 juni 1987) is een Braziliaanse voetballer die als doelman speelt. Hij tekende in 2012 bij Corinthians, dat hem vier maanden na zijn vertrek bij PSV transfervrij inlijfde. Ramos debuteerde in 2017 in het Braziliaans voetbalelftal.

## Grêmio
Ramos begon zijn loopbaan bij Grêmio, waarvoor hij in drie wedstrijden in actie kwam.

## PSV en Sparta
Hij stond vanaf het seizoen 2007/08 voor vijf seizoenen onder contract bij PSV. Ramos was tijdens het seizoen 2007/08 bij PSV de zesde Braziliaanse voetballer. Hij maakte zijn officiële debuut voor PSV tijdens seizoen 2008/09 tijdens de wedstrijd om de KNVB beker van 2008/09 tegen Jong PSV.
Vanaf 30 januari 2009 speelde hij tot de zomer op huurbasis voor Sparta Rotterdam. In het seizoen 2010/11 was hij onderdeel van de wedstrijdselectie van PSV. In maart 2011 gaf Ramos aan het volgende seizoen opnieuw verhuurd te willen worden. Er werd geen club voor hem gevonden en hij moest bij Jong PSV aansluiten. Eind september 2011 kwamen Ramos en PSV een ontbinding van zijn tot medio 2012 lopende contract overeen en keerde hij terug naar Brazilië.

## Corinthians
Ramos tekende in 2012 een contract bij Corinthians, waar hij direct eerste doelman werd. In 2012 won hij met zijn ploeg de CONMEBOL Libertadores. Op 16 december 2012 won hij met zijn club het FIFA-wereldkampioenschap voor clubs door Chelsea in de finale met 1–0 te verslaan. Op dat toernooi werd hij verkozen tot beste speler en won daardoor de Gouden Bal. In 2013 won hij met de club het staatskampioenschap van São Paulo en CONMEBOL Recopa.

## Clubstatistieken
| Seizoen | Club               | Competitie | Wedstrijden | Doelpunten |
| ------- | ------------------ | ---------- | ----------- | ---------- |
| 2006    | Grêmio             | Série A    | 1           | 0          |
| 2007    | Grêmio             | Série A    | 0           | 0          |
| 2007/08 | PSV                | Eredivisie | 0           | 0          |
| 2008/09 | PSV                | Eredivisie | 1           | 0          |
| 2008/09 | → Sparta Rotterdam | Eredivisie | 14          | 0          |
| 2009/10 | PSV                | Eredivisie | 0           | 0          |
| 2010/11 | PSV                | Eredivisie | 2           | 0          |
| 2011/12 | PSV                | Eredivisie | 0           | 0          |
| 2012    | Corinthians        | Série A    | 32          | 0          |
| 2013    | Corinthians        | Série A    | 29          | 0          |
| 2014    | Corinthians        | Série A    | 35          | 0          |
| 2015    | Corinthians        | Série A    | 35          | 0          |
| 2016    | Corinthians        | Série A    | 21          | 0          |
| 2017    | Corinthians        | Série A    | 35          | 0          |
| 2018    | Corinthians        | Série A    | 27          | 0          |
| 2019    | Corinthians        | Série A    | 32          | 0          |
| 2020    | Corinthians        | Série A    | 46          | 0          |
| 2021    | Corinthians        | Série A    | 23          | 0          |
| Totaal  | Totaal             | Totaal     | 333         | 0          |

## Interlandcarrière
Tussen 2006 en 2007 was Cássio de doelman van het Braziliaans voetbalelftal onder 20. Op 10 november 2017 maakte hij voor zijn debuut voor het Braziliaans voetbalelftal. In een vriendschappelijke interland tegen Japan verving hij Alisson in de tweede helft. Hij moest een doelpunt incasseren van Tomoaki Makino.

## Erelijst
PSV
- Eredivisie: 2007/08
- Johan Cruijff Schaal: 2008

 Corinthians
- Campeonato Brasileiro Série A: 2015, 2017
- CONMEBOL Libertadores: 2012
- FIFA Club World Cup: 2012
- CONMEBOL Recopa: 2013
- Campeonato Paulista: 2013, 2017, 2018, 2019

 Brazilië
- CONMEBOL Copa América: 2019

Individueel
- FIFA Club World Cup – Gouden Bal: 2012
- Campeonato Brasileiro Série A Team van het Jaar: 2015
- Campeonato Paulista Team van het Jaar: 2019, 2020
- Campeonato Brasileiro Série A – Meeste reddingen: 2019